# ماهی خال‌خالی کوتاه‌قد
ماهی خال‌مخالی کوتاه‌قد (نام علمی: Rastrelliger brachysoma) نام یک گونه از تیره تون‌ماهیان است.